# دهستان اطاقور
دهستان اتاقور نام دهستانی در بخش اتاقور شهرستان لنگرود، استان گیلان در ایران است. بر اساس سرشماری مرکز آمار ایران در سال ۱۳۸۵، جمعیت آن ۸۴۸۷ نفر (۲۳۱۴ خانوار) بوده‌است.